# Innings pitched
Innings pitched (förkortat IP) är en statistisk kategori i baseboll.
Innings pitched anger helt enkelt hur många inningar en pitcher har pitchat och mäts efter hur många slagmän och löpare som har bränts medan pitchern är på planen. Tre brända motsvarar en inning pitched medan en bränd motsvarar en tredjedels inning pitched och två brända motsvarar två tredjedels inning pitched. Lyckas pitchern inte bränna någon motståndare får han noll innings pitched oavsett hur många slagmän han mött under sin tid i matchen.
Innings pitched anges ibland med bråktecken och ibland med kommatecken, till exempel 34⅓ eller 34,1, 72⅔ eller 72,2 och 91 eller 91,0.

## Major League Baseball

### Utveckling
Under Major League Baseballs (MLB) första år, i slutet av 1800-talet, var det vanligt att pitchers pitchade över 500 inningar under en säsong och det förekom att pitchers pitchade över 600 inningar. Sedan dess pitchar pitchers i MLB färre och färre inningar varje år och antalet innings pitched har därför successivt sjunkit. Detta trots att man i dag spelar fler matcher per säsong än man gjorde förr. I dag anses det vara mycket om en pitcher kommer upp i 200 innings pitched och 250 innings pitched är extremt mycket. 2018 var det till exempel bara 13 pitchers i hela MLB som nådde 200 innings pitched och Blake Snell, som vann American Leagues Cy Young Award, priset till ligans bästa pitcher, hade bara 180,2 innings pitched.
Flera faktorer har bidragit till denna nedgång. 1876–1892 stod pitchers bara 15,24 meter (50 fot) från slagmännen, medan de därefter flyttades bakåt till dagens avstånd 18,44 meter (60 fot och sex tum). Det längre avståndet ledde till att det var mer ansträngande att kasta många inningar. Dessutom var det vanligt på 1800-talet att man kastade underarmskast, vilket var mindre slitsamt. Vidare har klubbarna över tid använt fler och fler startande pitchers och därmed minskat varje pitchers arbetsbörda. Från 1920-talet till 1980-talet använde klubbarna oftast fyra olika starters som fick starta var fjärde match. Under dessa år hade den pitcher som pitchade mest i MLB per säsong oftast strax över 300 innings pitched. Sedan 1980 använder klubbarna fem olika starters och tränarna har också börjat använda avbytare, relief pitchers, i större utsträckning. Den senaste pitchern som nådde 300 innings pitched under en säsong var Steve Carlton 1980 och den senaste som nådde 250 innings pitched var Justin Verlander 2011.

### Tio i topp
| Nr  | Pitcher                     | Säsonger        | IP      |
| --- | --------------------------- | --------------- | ------- |
| 1   | Cy Young†                   | 1890–1911       | 7 356,0 |
| 2   | Pud Galvin†                 | 1879–1892       | 5 941,1 |
| 3   | Walter Johnson†             | 1907–1927       | 5 914,1 |
| 4   | Phil Niekro†                | 1964–1987       | 5 404,1 |
| 5   | Nolan Ryan†                 | 1966, 1968–1993 | 5 386,0 |
| 6   | Gaylord Perry†              | 1962–1983       | 5 350,1 |
| 7   | Don Sutton†                 | 1966–1988       | 5 282,1 |
| 8   | Warren Spahn†               | 1942, 1946–1965 | 5 243,2 |
| 9   | Steve Carlton†              | 1965–1988       | 5 217,1 |
| 10  | Grover Cleveland Alexander† | 1911–1930       | 5 190,0 |
| Nr  | Bästa aktiva pitcher        | Säsonger        | IP      |
| 137 | Justin Verlander*           | 2005–           | 2 988,0 |

| Nr     | Pitcher              | Säsong | IP    |
| ------ | -------------------- | ------ | ----- |
| 1      | Will White           | 1879   | 680,0 |
| 2      | Old Hoss Radbourn†   | 1884   | 678,2 |
| 3      | Guy Hecker           | 1884   | 670,2 |
| 4      | Jim McCormick        | 1880   | 657,2 |
| 5      | Pud Galvin†          | 1883   | 656,1 |
| 6      | Pud Galvin†          | 1884   | 636,1 |
| 7      | Old Hoss Radbourn†   | 1883   | 632,1 |
| 8      | John Clarkson†       | 1885   | 623,0 |
| 9      | Jim Devlin           | 1876   | 622,0 |
| 9      | Bill Hutchison       | 1892   | 622,0 |
| Nr     | Bästa aktiva pitcher | Säsong | IP    |
| >2 000 | Justin Verlander*    | 2011   | 251,0 |

* Aktiva spelare i MLB i fet stil

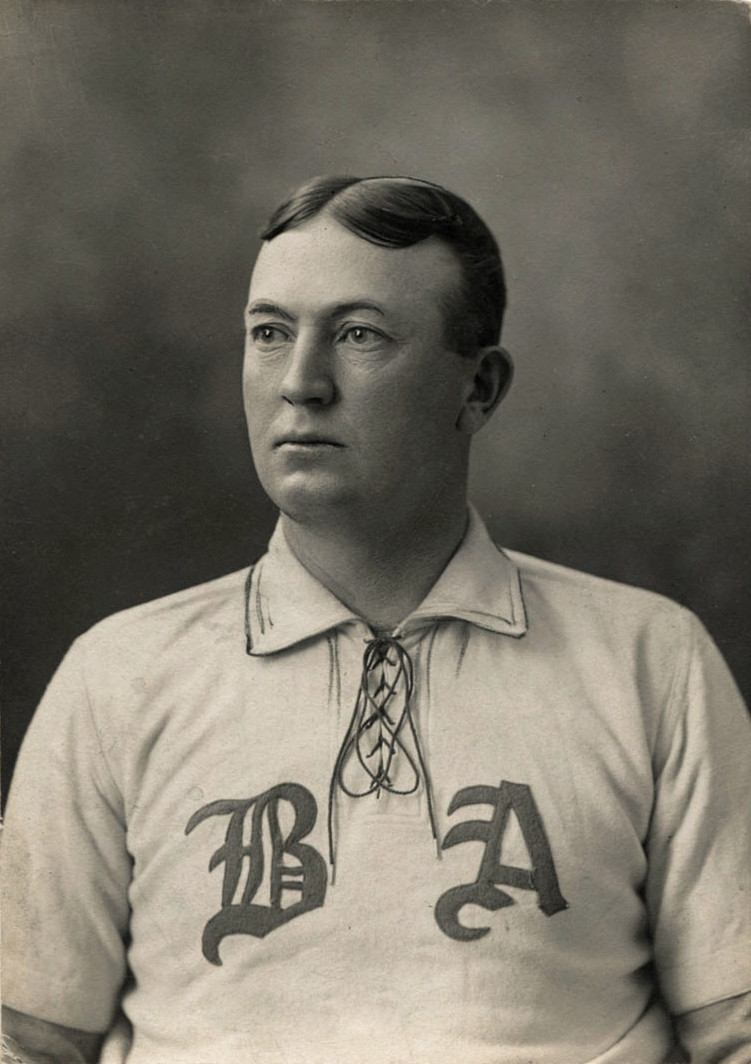
Cy Young har flest innings pitched under karriären.

† Spelare invalda i National Baseball Hall of Fame

### Övriga rekord
Rekordet för flest innings pitched under en match är 26,0, satt av Leon Cadore och Joe Oeschger den 1 maj 1920, där båda pitchade hela den 26 inningar långa matchen för sina respektive klubbar. Rookie-rekordet för flest innings pitched under en säsong är 622,0, satt av Jim Devlin 1876. När det gäller avbytare, relief pitchers, är rekordet för flest innings pitched under en säsong 208,1, satt av Mike Marshall 1974. I kategorin flest innings pitched i rad under en säsong utan att tillåta motståndarna att göra en enda poäng är rekordet 59,0, satt av Orel Hershiser under 1988 års säsong.
Den pitcher som flest säsonger haft flest innings pitched i sin liga är Grover Cleveland Alexander, som ledde National League sju olika säsonger.
När det gäller MLB:s slutspel är den pitcher som har flest innings pitched under karriären Andy Pettitte med 276,2. Ser man enbart till World Series är rekordet för flest innings pitched under karriären 146,0, satt av Whitey Ford.